# 태후묘
태후묘(太后廟)는 유화부인의 묘이다.

## 역사
기원전 24년에 유화가 죽자 부여의 금와왕이 장례를 태후의 예식으로 행하고 건립했다.
이후 121년에 고구려의 태조대왕이 부여에 순행해 제사를 지냈다.